# Кастра претория
Кастра претория (лат. Castra praetoria) е казармената сграда в Древния Рим, където преторианците се помещават и откъдето осъществяват службата си в интерес и в полза на Римската империя.

## История
Според древноримския историк Светоний сградата е построена от Луций Елий Сеян през 23 година по времето на император Тиберий в опит за концентрация на преторианската гвардия в няколко района около едно място.
Казармените помещения са построени извън чертите на града като са обградени от твърди зидани стени с размер 440 х 380 m (1443 х 1246 фута). Съседния на Рим областен град Кастро Преторио е кръстен на казармата.
Три от четирите страни на Кастра претория по-късно при разрастването на Рим са включени от император Аврелиан в т.нар. Аврелианов вал, като части от тях могат да се видят ясно и днес.
На 11 май 222 година в Кастра претория е убит император Елагабал от преторианската гвардия.
Кастра претория е разрушена от император Константин I Велики, който също и разпуска преторианската гвардия при нахлуването си в Италия. За последно преторианците служат на император Максенций, а последната им акция е участието в битката при Милвийския мост през 312 година.
След победата в битката на Константин I Велики над императора на Западната Римска империя Максцений, преторианската гвардия е разпусната, службата на фрументариите е преобразувана и придадена към тази на римската тайна полиция, а поста преториански префект е трансформиран в началник на тайната полиция в Римската империя.